# Astragalus pish-chakensis
Astragalus pish-chakensis là một loài thực vật có hoa trong họ Đậu. Loài này được Maassoumi miêu tả khoa học đầu tiên.